# Кавказское армянское благотворительное общество
Кавказское армянское благотворительное общество (арм. Կովկասի հայոց բարեգործական ընկերություն, КАБО) — российская благотворительная и культурно-просветительская организация, основанная в 1881 году для помощи армянским беженцам и действовавшая до 1921 года.

## История
Основано 15 ноября 1881 года в Тифлисе (сейчас — Тбилиси) для помощи армянским беженцам, эмигрировавшим после русско-турецкой войны 1877—1878 годов из Османской империи на Южный Кавказ. Инициатор создания общества — доктор Баграт Навасардян, ставший его почётным председателем. В создании принимал активное участие писатель Габриел Сундукян.
Изначальная версия устава общества предполагала помощь армянам Кавказа и Западной Армении, однако наместник Кавказа великий князь Михаил Николаевич счёл деятельность в Западной Армении преследующей политические цели и предложил помогать только армянам Кавказа. Исправленный устав был утверждён 6 октября 1881 года и опубликован в газете «Мшак», официальное открытие общества состоялось в театре Арцруни.
В 1899—1908 году общество подвергалось ограничениям со стороны властей: ему было запрещено иметь отделения (в связи с чем название было изменено на Армянское благотворительное общество Тифлиса (арм. Թիֆլիսի հայոց բարեգործական ընկերության) и заниматься культурно-просветительской деятельностью (только благотворительностью), требовалось вести деловую переписку только на русском языке. В этот период общество занималось в основном заботой о бедных, такой как приют, дом престарелых, бесплатные или дешёвые столовые.
2 марта 1921 года, после прихода советской власти в Тифлис, общество было закрыто, а его имущество решением правления было передано Армянской ССР.

## Деятельность
Во главе общества стояло его правление. Председателями правления являлись Александр Ананов и Самсон Арутюнян (с 1908 года), вице-председателем — Александр Манташев.
В 1894 году общество открыло библиотеку в Тифлисе на 6 тысяч книг, в 1885 году — студенческое общежитие в Гори, в 1898 году — швейную мастерскую в Александрополе, в 1898 году — литературный фонд Абовяна Назаряна (при поддержке поэта Смбата Шах-Азиза), в 1899 — мастерскую по пошиву одежды в Гори.
В 1893—1899 годах общество открыло педагогические курсы в Александрополе, Ахалцихе, Тифлисе, Шуше и Эривани. Оно помогало Нерсисянской школе и Духовной семинарии Геворгян
По состоянию на 1899 год, до наложения ограничений, общество имело 21 отделение, в том числе в Александрополе, Ахалцихе, Вагаршапате, Владикавказе, Дербенте, Карсе, Кутаисе, Пятигорске, Шуше и Эривани и финансово помогало более чем сотне школ и библиотек.
По состоянию на 1911 год, после снятия ограничений, общество имело 45 отделений и финансово помогало более чем 140 школам.
При обществе действовала типография, издававшая литературу на армянском языке, в том числе бесплатные учебники. С 1916 года обществом издавалась еженедельная газета «Амбавабер» (арм. Համբավաբեր).
Во время Первой мировой войны (1914—1918) общество помогало российской армии, оказывая материальную помощь и вербуя добровольцев, а также помогало беженцам, спасшимся от геноцида армяна.